# Файнс, Генри, 3-й барон Сэй и Сил
Генри Файнс (англ. Henry Fiennes; примерно 1460 — 1 августа 1476) — английский аристократ, де-юре 2-й барон Сэй и Сил с 1471 года. Сын Уильяма Файнса, 2-го барона Сэя и Сила, и его жены Маргарет Уикхем. После гибели отца унаследовал семейные владения и права на титул, но его ни разу не приглашали в парламент.
Файнс был женат на Анне Аркур, дочери сэра Ричарда Аркура и Эдит Сен-Клер. В этом браке родился сын Ричард (примерно 1471—1501), де-юре 4-й барон Сэй и Сил.